# Безіменний (острів, море Лаптєвих)
Безіме́нний (рос. Безымянный остров) — невеликий острів у морі Лаптєвих, є частиною островів Петра. Територіально належить до Красноярського краю, Росія.
Висота острова до 11 м на сході. Розташований біля східного узбережжя півострова Таймир (відмежований протокою Петра) на південь від острова Північного (відмежований Омулевою протокою). Крайні точки: північна — Глинистий мис, південна — Бочкотарний мис.
Острів має неправильну порізану форму, витягнутий із півночі на південь. На сході та півночі розташовані півострови. Вкритий болотами, оточений мілинами.
Відкритий Василем Прончищевим у 1736 році.
1. ↑  GEOnet Names Server — 2018.